# 張雲鵬
張雲鵬（1467年—1527年），字天翼，雲南大理府太和縣人，民籍，明朝政治人物。

## 生平
弘治八年（1495年）乙卯科雲貴鄉試第四十一名舉人。弘治十五年（1502年）中式壬戌科會試第一百七十名，三甲第一百七十五名進士。授大理寺評事，正德二年（1507年）升寺副，触怒宦官劉瑾，被贬为湖廣寧遠县丞。劉瑾伏诛後，正德十年出同知和州，升刑部主事，累官郎中，正德十年（1515年）四月京察，以「才力不及」降调九江府通判。十四年征兵助讨宁王朱宸濠，嘉靖四年（1525年）以功转南宁府同知，晋四川按察司佥事、叙泸兵备，卒于官。

## 家族
曾祖張山；祖父張寧；父張浩，驛丞。母李氏。慈侍下。兄張謙（巡检）。弟雲鹗。二子：應元、應熊。